# Северная Эль-Батина
Северная Эль-Ба́тина (араб. محافظة شمال الباطنة‎) — мухафаза в Султанате Оман. Образована 28 октября 2011 года, когда мухафаза Эль-Батина была разделена на провинции Северная Эль-Батина и Южная Эль-Батина.
- Административный центр — город Сухар.
- Площадь — 12 500 км², население — 784 681 человек (2020 год).

## Население
| 1993    | 2003    | 2010    | 2020    |
| ------- | ------- | ------- | ------- |
| 358 478 | 408 963 | 483 582 | 784 681 |

## Административное деление
Губернаторство Северная Эль-Батина делится на 6 вилайетов с центрами в городах:
- Сухар
- Шинас
- Лива
- Сахм
- Эль-Хабура
- Сувейк